# Максименко Володимир Григорович

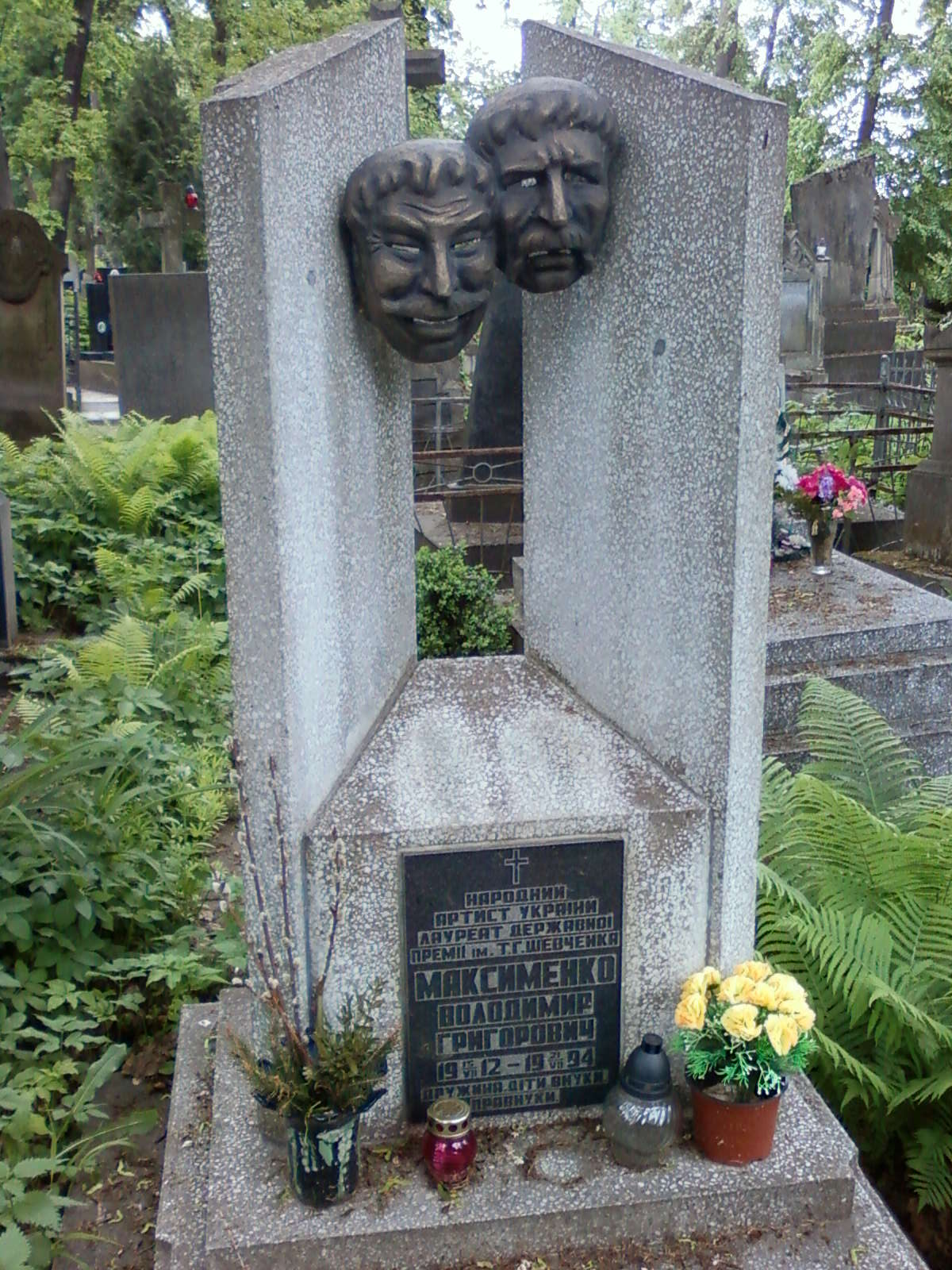
Надгробок Володимира Максименка на Личаківському цвинтарі

Володи́мир Григо́рович Макси́менко (28 червня 1912, Погреби (тепер Глобинський район), Російська імперія — 23 липня 1994, Львів, Україна) — радянський і український актор. Народний артист УРСР (1972). Лауреат Шевченківської премії (1978).

## Життєпис
Закінчив Московський інститут театрального мистецтва ім. А. Луначарського.
В 1930–1934 роках працював в театрі «Кривбас», з 1934 — у Запорізькому, з 1944 — у Львівському українському драматичному театрі ім. М. К. Заньковецької.
1957 року закінчив московський Державний інститут театрального мистецтва.
1978 року присуджена Шевченківська премія — разом з С. В. Данченком, Н. П. Доценко, М. Я. Зарудним, М. В. Кипріяном, Ф. М. Стригуном — за виставу «Тил» у Львівському українському драматичному театрі ім. М. К. Заньковецької.
Виконав такі ролі:
- Панталоне — «Слуга двом панам» К. Гольдоні,
- Олексій Остапович Наріжний — «Тил» М. Зарудного,
- Макар Барильченко — «Суєта» І. Карпенка-Карого,
- Зброжек — «Маклена Граса» М. Куліша,
- Дормидонт — «Пізня любов» О. Островського,
- Кропивницький — «Марія Заньковецька» І. Рябокляча,
- Лісовик — «Лісова пісня» Лесі Українки.

## Фільмографія
1. 1953: «Назар Стодоля» (перший сват)
2. 1961: «Лісова пісня», Той, хто в скелі сидить
3. 1969: «Падаючий іній» (капітан)
4. 1973: «До останньої хвилини» (учасник наради)
5. 1979: «Хазяїн» (Феноген)
6. 1983: «Житейське море» (Крамарюк)